# Хиршайд
Хиршайд (нем. Hirschaid) — община  в Германии, в Республике Бавария.
Подчиняется административному округу Верхняя Франкония. Входит в состав района Бамберг.  Население составляет 11 712 человек (на 31 декабря 2010 года). Занимает площадь 40,95 км². Местные регистрационные номера транспортных средств (коды автомобильных номеров) (нем. Kraftfahrzeugkennzeichen) — BA.
Община подразделяется на 10 сельских округов.

## Население
По оценке на 31 декабря 2015 года население общины составляет 12 097 чел.
| Дата      | 1840 | 1871 | 1900 | 1925 | 1939 | 1950 | 1961 | 1970 | 1987 | 2011  |
| --------- | ---- | ---- | ---- | ---- | ---- | ---- | ---- | ---- | ---- | ----- |
| Население | 2887 | 2865 | 3301 | 4033 | 4596 | 6108 | 7168 | 8295 | 8786 | 11610 |

| Год       | 1960 | 1970 | 1980 | 1990 | 2000  | 2009  | 2010  | 2011  | 2012  | 2013  | 2014  | 2015  |
| --------- | ---- | ---- | ---- | ---- | ----- | ----- | ----- | ----- | ----- | ----- | ----- | ----- |
| Население | 7024 | 8285 | 8374 | 9448 | 11142 | 11669 | 11712 | 11632 | 11770 | 11919 | 12023 | 12097 |